# Bulbul fumat de les Seychelles
El bulbul fumat de les Seychelles (Hypsipetes crassirostris) és una espècie d'ocell de la família dels picnonòtids (Pycnonotidae). És endèmic de les illes Seychelles. Els seus hàbitats principals són els boscos tropicals i subtropicals secs, els boscos tropicals i subtropicals de frondoses humits de les terres baixes i les àrees urbanes. El seu estat de conservació es considera de risc mínim.